# Дельта Рейна и Мааса
Дельта Рейна и Мааса (нидерл. Rijn-Maas-Scheldedelta) — дельта реки, образованная слиянием рек Рейн и Маас. Результатом этого является образование множества островов, рукавов и ответвлений, а также проток, образующих единый водоток, который на своём протяжении может много раз менять название, например, Рейн → Бейландс-канал → Паннерденс-канал → Недеррейн → Лек → Ньиве-Маас → Схёр → Ньиве-Ватервег → Северное море. Также иногда в единую дельту включают устье реки Шельда с её двумя эстуариями (Восточной и Западной Шельдой).
Экономическое значение дельты Рейна и Мааса огромно, поскольку эти реки являются судоходными. Дельта располагается в южной половине Нидерландов и простирается до северной Бельгии. Основными портами в дельте являются Роттердам, Антверпен, Флиссинген, Амстердам (через амстердамско-рейнский канал) и Гент (через канал Гент-Тернёзен). Участки суши в дельте защищены проектом «Дельта».